# Microtettigonia illcha
Microtettigonia illcha är en insektsart som beskrevs av Rentz, D.C.F. 2001. Microtettigonia illcha ingår i släktet Microtettigonia och familjen vårtbitare. Inga underarter finns listade i Catalogue of Life.